# Johnny’s Jr.
Johnny’s Jr. (яп. ジャニーズJr. Дзяни:дзу Дзюниа) — «младшая» секция артистов японского агентства по поиску талантов Johnny & Associates. Большинство её членов — мальчики раннего подросткового возраста, которые пока ещё не дебютировали, то есть не издавали музыкальных записей.
Система подготовки артистов агентства Johnny & Associates работает следующим образом. Сначала компания набирает мальчиков и учит их петь и танцевать. По окончании курса обучения они принимаются в подразделение Johnny’s Jr. Обычный возраст участников тут — ранний подростковый, а основная их работа — на подтанцовке на концертах старших товарищей. Из участников Johnny’s Jr. также создаются музыкальные группы (бой-бэнды). Хотя эти юниорские бой-бэнды могут уже выступать на сборных концертах и в различных театральных музыкальных постановках со старшими товарищами, собственных дисков они пока не издают и полноценной промоции не получают. Группа остаётся в секции Johnny’s Jr., пока она не дебютировала (то есть не издала собственного диска). Когда в итоге компания принимает решение о дебюте какой-то из групп, тут уже та начинает получать полную рекламную и промоционную поддержку, задействуются все ресурсы компании.
Через секцию Johnny’s Jr. прошли многие очень популярные теперь бой-бэнды агентства, как, например, SMAP, KinKi Kids, V6, Arashi, KAT-TUN. По утверждению авторов «Электронного журнала исследований современной Японии», секция Johnny’s Jr. считается основоположницей современной системы подготовки идолов, как в Японии, так и в других странах Юго-Восточной Азии.

## Группы
Johnny's Jr. menber list

### Travis Japan
Travis Japan (ja) is a seven-member group formed in July 2012 for the stage play Playzone. The members were chosen by Playzone choreographer, Travis Payne. Ani-gumi (older brother team) and Otōto-gumi (younger brother team) are sub-units of the group.
- Ноэру Кавасима (яп. 川島如恵留 Kawashima Noel, 22 ноября 1994)
- Рюя Симэкакэ (яп. 七五三掛龍也 Shimekake Ryūya, 23 июня 1995)
- Сидзуя Ёсидзава (яп. 吉澤閑也 Yoshizawa Shizuya, 16 августа 1995)
- Кайто Накамура (яп. 中村海人 Nakamura Kaito, 15 апреля 1997)
- Кайто Миятика (яп. 宮近海斗 Miyachika Kaito, 22 сентября 1997)
- Кайто Мацукура (яп. 松倉海斗 Matsukura Kaito, 14 ноября 1997)
- Гэнта Мацуда (яп. 松田元太 Matsuda Genta, 19 апреля 1999)

### HiHi Jets
HiHi Jets (ja) is a five-member group with a roller skating concept. The group's initial formation was first announced in October 2015. Their name comes from the original member's initials (HiHi) and an acronym for Johnny's Entertainment Team (JET).
- Юто Такахаси (яп. 髙橋優斗 Takahashi Yūto, 15 ноября 1999)
- Рё Хасимото (яп. 橋本涼 Hashimoto Ryō, 30 октября 2000)
- Мидзуки Ииоуэ (яп. 井上瑞稀 Inoue Mizuki, 31 октября 2000)
- Соя Игари (яп. 猪狩蒼弥 Igari Sōya, 20 сентября 2002)
- Рёто Сакума (яп. 作間龍斗 Sakuma Ryūto, 30 сентября 2002)

### Bi Shōnen (美 少年)
Bi Shōnen (ja) is a six-member group that was formed in November 2016.
- Наоки Фудзий (яп. 藤井直樹 Fujii Naoki, 18 сентября 2000)
- Юто Насу (яп. 那須雄登 Nasu Yūto, 16 января 2002)
- Хидака Укисё (яп. 浮所飛貴 Ukisho Hidaka, 27 февраля 2002)
- Тайсё Ивасаки (яп. 岩﨑大昇 Iwasaki Taishō, 23 августа 2002)
- Рюга Сато (яп. 佐藤龍我 Satō Ryūga, 17 декабря 2002)
- Иссэй Канасаси (яп. 金指一世 Kanasashi Issei, 9 февраля 2004)

### 7 MEN Samurai (7 MEN 侍)
7 MEN Samurai (ja) is a six-member group that was formed in April 2018.
- Рэйа Накамура (яп. 中村嶺亜 Nakamura Reia, 2 апреля 1997)
- Риннэ Сугэта (яп. 菅田琳寧 Sugeta Rinne, 12 мая 1998)
- Кацуки Мотодака (яп. 本髙克樹 Motodaka Katsuki, 6 декабря 1998)
- Тайки Конно (яп. 今野大輝 Konno Taiki, 24 ноября 1999)
- Рэй Ябана (яп. 矢花黎 Yabana Rei, 10 августа 2000)
- Тайко Сасаки (яп. 佐々木大光 Sasaki Taikō, 20 мая 2002)

### Junior Special (Jr.SP)
Jr.SP (ja) is a four-member group.
- Тацуру Мачуо (яп. 松尾龍 Matsuo Tatsuru, 4 августа 2000)
- Рэн Хаяси (яп. 林蓮音 Hayashi Ren, 13 ноября 2000)
- Кодай Накамура (яп. 中村浩大 Nakamura Kōdai, 8 сентября 2001)
- Юки Вада (яп. 和田優希 Wada Yūki, 23 июля 2001)

### Shonen Ninja (少年忍者)
Shonen Ninja is a twenty-two-member group.
- Ватару Васаиэгх (яп. ヴァサイェガ渉 Vasayegh Wataru, 3 мая 2003)
- Коки Кавасаки (яп. 川﨑皇輝 Kawasaki Koki, 30 июля 2002)
- Такуми Китагава (яп. 北川拓実 Kitagawa Takumi, 28 февраля 2004)
- Нао Орияма (яп. 織山尚大 Oriyama Nao, 27 октября 2003)
- Коки Курода (яп. 黒田光輝 Kuroda Koki, 20 января 2004)
- Ваку Мотоки (яп. 元木湧 Motoki Waku, 26 ноября 2001)
- Хидеки Адзима (яп. 安嶋秀生 Ajima Hideki, 11 ноября 2002)
- Сота Утимура (яп. 内村颯太 Uchimura Sota, 7 марта 2003)
- Рюсэи Фукада (яп. 深田竜生 Fukada Ryusei, 13 апреля 2002)
- Косэи Хияма (яп. 檜山光成 Hiyama Kosei, 2 октября 2003)
- Сёма Хирацука (яп. 平塚翔真 Hiratsuka Shoma, 9 июля 2001)
- Кохэи Аоки (яп. 青木滉平 Aoki Kohei, 25 декабря 2001)
- Рикуто Тоёда (яп. 豊田陸人 Toyoda Rikuto, 27 января 2004)
- Сёсэи Ода (яп. 小田将聖 Oda Shosei, 2 декабря 2006)
- Каиру Тамура (яп. 田村海琉 Tamura Kairu, 5 июня 2006)
- Рэн Кубо (яп. 久保廉 Kubo Ren, 2 июня 2005)
- Цубаса Ямаи (яп. 山井飛翔 Yamai Tsubasa, 31 декабря 2004)
- Ёдзиро Таки (яп. 瀧陽次朗 Yojiro Taki, 11 августа 2004)
- Мичихару Инаба (яп. 稲葉通陽 Inaba Michiharu, 19 октября 2005)
- Юдзин Судзуки (яп. 鈴木悠仁 Yujin Suzuki, 5 сентября 2004)
- Хосики Кавасаки (яп. 川﨑星輝 Kawasaki Hoshiki, 26 марта 2005)
- Юсэи Нагасэ (яп. 長瀬結星 Nagase Yusei, 28 июня 2003)

### Naniwa Danshi (なにわ男子)
Naniwa Danshi (ja) is a seven-member group that was formed in October 2018.
- Дзёитиро Фудзивара (яп. 藤原丈一郎 Fujiwara Jōichirō, 8 февраля 1996)}
- Дайго Нисихата (яп. 西畑大吾 Nishihata Daigo, 9 сентября 1997)
- Кадзуя Охаси (яп. 大橋和也 Ōhashi Kazuya, 9 августа 1997)
- Кёхэй Такахаси (яп. 高橋恭平 Takahashi Kyōhei, 28 февраля 2000)
- Рюсэй Ониси (яп. 大西流星 Ōnishi Ryūsei, 7 августа 2001)
- Сюнсукэ Митиэда (яп. 道枝駿佑 Michieda Shunsuke, 25 июля 2002)
- Кэнто Нагао (яп. 長尾謙杜 Nagao Kento, 15 августа 2002)

### Little Kansai (Lil かんさい)
Little Kansai (ja) is a five-member group that was formed in January 2019.
- Такуя Нисимура (яп. 西村拓哉 Nishimura Takuya, 19 апреля 2003)
- Тоа Симасаки (яп. 嶋﨑斗亜 Shimasaki Toa, 3 августа 2003)
- Фуга Ониси (яп. 大西風雅 Ōnishi Fūga, 23 февраля 2004)
- Котаро Окадзаки (яп. 岡﨑彪太郎 Okazaki kotarō, 23 марта 2004)
- Руку Тома (яп. 當間琉巧 Tōma Rūku, 22 апреля 2004)

### Ae! group (Aぇ! group)
Ae! group (ja) is a six-member group which performs as both a vocal unit and a band. that was formed in February 2019.
- Сэйя Суэдзава (яп. 末澤誠也 Suezawa Seiya, 24 августа 1994)
- Кэйта Ричард Кусама (яп. 草間リチャード敬太 Kusama Richard Keita, 11 сентября 1996)
- Ёсинори Масакадо (яп. 正門良規 Masakado Yoshinori, 28 ноября 1996)
- Кэн Кодзима (яп. 小島健 Kojima Ken, 25 июня 1999)
- Тайсэй Фукумото (яп. 福本大晴 Fukumoto Taisei, 16 октября 1999)
- Масая Сано (яп. 佐野晶哉 Sano Masaya, 13 марта 2002)